# Legion (videogioco)
Legion, uscito anche in versione Legion Gold, è un videogioco di strategia a turni con componenti di tattica in tempo reale ambientato nell'antica Roma, ed è il primo titolo pubblicato dalla Slitherine Software, nel 2002. Lo scopo del gioco è quello di conquistare più città possibili nella mappa scelta dopo aver selezionato una fazione.

## Modalità di gioco
Nel menu principale è possibile soltanto selezionare la modalità campagna (tra le sette disponibili ambientate in Italia, Britannia meridionale, Britannia settentrionale, Spagna, Gallia, Germania e Campi Elisi, quest'ultima non canonica nella storia). Lo scopo del gioco è quello di controllare il 40% della mappa ed avere un impero il 25% più grande dell'avversario più forte.
Le varie fazioni esistenti nel gioco sono divise in 4 culture: Romani, Celti, Greci e Tribali. Nella selezione di campagna e fazioni è anche possibile impostare non solo le civiltà storiche (cioè i gruppi etnici alle quali le fazioni sono veramente appartenute), ma anche delle alternative in cui si può scegliere sia la propria etnia, sia quella delle altre fazioni (tuttavia, scegliendo tale opzione, non si potrà impostare un'altra etnia per una singola fazione avversaria, ma tutte le fazioni controllate dal computer messe insieme, e si può comunque scegliere una diversa etnia, rendendo il tutto una scelta globale per tutti gli avversari). Di conseguenza, si potrà giocare nei panni di una fazione di etnia Romana contro avversari anch'essi di etnia Romana, oppure si potrà controllare una fazione impostata sull'etnia Greca contro avversari di etnia Romana, Celtica e Tribale.
Il giocatore inizia con un paio di città (2 o 3), dopo avere scelto la campagna, la fazione e le impostazioni di campagna. Ispirato a quello della serie Total War, il gameplay consiste nel conquistare il maggior numero di città possibili. Le città sono segnate da edifici ammucchiati insieme, mentre le armate da semplici soldati che portano lo stendardo dal colore della fazione. Anche se non si possono mai vedere i componenti dell'armata, si può capirne la potenza numerica dall'altezza dello stendardo: più è alto, più è numerosa. Gli squadroni di ogni armata recuperano le forze automaticamente quando si trovano in campo aperto, a patto che si abbiano abbastanza introiti di risorse, ma lo fanno più in fretta quando si trovano in città, motivo per cui conviene far riposare una truppa che ha appena conquistato una città. È anche possibile fondere o separare eserciti tramite una schermata; se la somma delle armate è massimo 8, l'armata è automaticamente fusa, altrimenti apparirà una schermata che indicherà il trasferimento di squadroni da un'armata all'altra. A fianco di ogni squadrone esistono due icone, ossia quella della salute e quella dell'esperienza. Per spostare un'armata è sufficiente cliccare col tasto sinistro del mouse su un quadrato colorato di grigio; tali quadrati variano in base ai punti di movimento dell'armata, ma soprattutto in base al terreno in cui è situata. Non tutte le unità, tra l'altro, si muovono alla stessa velocità: di solito, una legione faticherà ad attraversare le Alpi dell'Italia, ma i veliti avranno meno problemi a farlo, mentre la cavalleria è molto sfuggente sulle pianure, ma subisce pesanti penalità nelle foreste. I fiumi sono attraversabili solo schermagliatori e cavalleria leggera. Inoltre, spesso le armate sono incollate tra loro in termini di tipi di squadroni tra fanteria e cavalleria. In tali casi, le armate soffrono di molte penalità di movimento uguali allo squadrone più lento nel muoversi sul determinato terreno, e quindi eserciti formati da più tipi di unità si muovono molto lentamente perché soffrono delle peggiori penalità di movimento per ogni tipo di terreno. Tutte le unità richiedono anche un determinato edificio di prerequisito; se l'unità non può essere reclutata, vuol dire che l'edificio che la richiede non è stato costruito. Tuttavia, alcune città non possono produrre una data risorsa poiché il loro potenziale è zero, e dunque anche le strutture che richiedono l'edificio che produce tale risorsa non possono essere costruite: ad esempio, se una città possiede un potenziale di zero in legname, allora non solo non potrà costruire la segheria, ma non potrà neanche costruire gli edifici che ne richiedono la costruzione, ad esempio quelle per reclutare arcieri.
Sono presenti 3 tipi di risorse, vale a dire cibo, legno e ferro. È molto importante mantenerne una produzione stabile, stando attenti a non esaurire le risorse, ma anche a non eccederne oltre i limiti dei magazzini. Le città producono sempre risorse, e anche se non ci sono risorse sufficienti per iniziare il reclutamento di una determinata unità, può ancora reclutare una le cui risorse sono perlomeno sufficienti. Le città possiedono anche un potenziale di produzione espresso in percentuale, che ne indica l'efficienza; se tale percentuale è al 100%, la città produrrà la risorsa alla massima efficienza, mentre se è allo 0% tale città non produrrà per niente tale risorsa. Inoltre, vari edifici civili, come fattorie, miniere, templi e segherie, richiedono lavoratori. Più lavoratori la struttura possiede, più risorse produce, o perlomeno maggiore è l'effetto. Per assegnare un lavoratore, basta cliccare col tasto sinistro su un edificio civico (se ha posti di lavoro vuoti), mentre per rimuoverlo basta usare il tasto destro. Questi omini/lavoratori, però, servono anche per reclutare gli squadroni. Mentre i lavoratori occupati incrementano la produzione, un maggior numero di omini bianchi disponibili incrementa la crescita della popolazione. Ogni città, inoltre, ha un limite diverso di popolazione. Quando il nome della città diventa rosso, vuol dire che tale città ha raggiunto il limite massimo di popolazione, ed è quindi necessario migliorare il centro cittadino (che consiste in 3 livelli: Villaggio, Borgo e Città). Ogni città, per essere difesa, deve inoltre disporre di uno degli eserciti del giocatore, che contribuirà a tale scopo insieme alla guarnigione vera e propria; le stesse guarnigioni aumentano di dimensioni, numero e qualità a seconda dello stato del forte che vi è costruito. Il motivo per cui vi deve essere sempre presente un esercito è che, senza di esso, la città, a prescindere dalla guarnigione, verrà conquistata senza opporre alcuna resistenza.
Nella parte destra della schermata principale della campagna sono presenti le freccette (che indicano le armate situate fuori dalle città, e sono utili per trovare le armate), il mappamondo (che indica la Panoramica dell'Impero, dove vengono visualizzate due schermate, ovvero quella delle condizioni politiche e quelle economiche dell'impero), la pergamena (che indica la schermata della diplomazia), la clessidra (che indica da fine del turno), il computer (che indica il menu opzioni), la città (che punta verso una delle città del giocatore) e la bilancia (che indica i risultati di gioco per tutte le fazioni tra vittorie e sconfitte).

## Accoglienza
| Testata             | Giudizio |
| ------------------- | -------- |
| CGW                 |          |
| GameZone            | 6.9/10   |
| Gamevortex          | 8/10     |
| Entertainment Depot | 7.5/10   |

Il gioco ha ottenuto recensioni positive, in quanto ha ottenuto un punteggio di 6,9 su Gamezone, 8 su Gamevortex e 7,5 su Entertainment Depot.